# Belgische wetgevende verkiezingen 1831
Volledige wetgevende verkiezingen vonden plaats in België op maandag 29 augustus 1831. Het waren de allereerste verkiezingen voor het nieuwe bicamerale parlement, waarbij Kamer en Senaat voor de eerste keer (volledig) werden verkozen.

## Kiessysteem
Het kiessysteem was gebaseerd op de Grondwet van 7 februari 1831 en de kieswet van 3 maart 1831, beide ingevoerd door het Nationaal Congres.
102 leden van de Kamer van volksvertegenwoordigers en 51 leden van de Senaat werden verkozen bij absolute meerderheid in 44 kiesdistricten. Het aantal volksvertegenwoordigers per district varieerde van 1 tot 7; het aantal senatoren van 1 tot 3; een aantal van hen werden verkozen door samengevoegde of alternerende districten.
Kiesgerechtigden waren alle mannen van 25 jaar of ouder die de Belgische nationaliteit hadden bekomen door geboorte of staatsnaturalisatie (grande naturalisation) en die de kiescijns betaalden. Die cijns varieerde afhankelijk van de woonplaats. Hierdoor waren slechts 46.000 mensen (zo'n 1,1% van de bevolking) kiesgerechtigd.

## Verkozenen
- Kamer van volksvertegenwoordigers (samenstelling 1831-1833)
- Samenstelling Belgische Senaat 1831-1835